# Васил Панайотов
Васил Костадинов Панайотов (роден на 16 юли 1990 г.) е български футболист, който играе като полузащитник за Черно море.

## Кариера
Панайотов израства в школата на Левски (София), но не успява да се наложи в първия тим. Впоследствие играе за Пирин (Гоце Делчев), Банско, кипърския Агия Напа и полския Завиша Бидгош.
През юни 2016 г. Панайотов подписва договор с Берое (Стара Загора), но през есенния полусезон изиграва само 3 мача в първенството. В началото на 2017 г. халфът преминава в полския Стал Миелец.
През лятото на 2017 г. Панайотов се завръща в Левски. През сезон 2017/18 бележи 4 гола в 26 мача в Първа лига, но не получава предложение за нов договор.